# Bhadźan

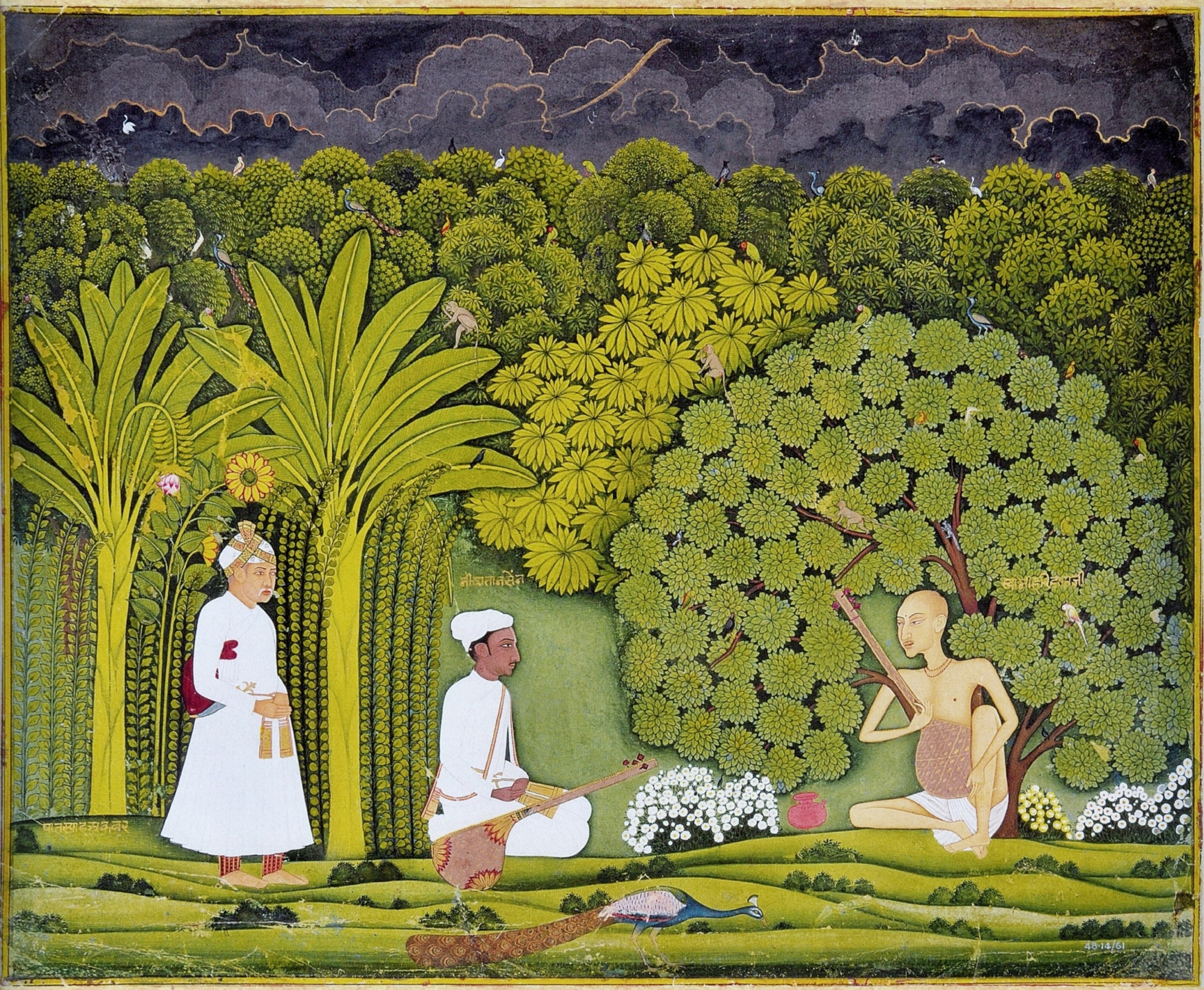
Swami Haridas uczący Tansena śpiewu w obecności cesarza Akbara.

Bhadźan (dewanagari भजन, ang. Bhajan) – rodzaj lirycznej religijnej pieśni hinduskiej, bardzo popularnej w hinduizmie od XII w., zwłaszcza w ludowym nurcie bhakti. Utwory czasami są bardzo proste, czasami oparte na motywach klasycznej muzyki indyjskiej.
Niektóre z nich zostały skomponowane przez największych mistycznych poetów-muzyków: Nanaka, Kabira, Mirabai, Narottama Dasa, Surdasa, Tulsidasa i wielu innych.

## Rodzaje
Powstało szereg regionalnych odmian bhadźanów takich jak nirguni, gorakhanathi, wallabhapanthi, asztaćhap, madhura-bhakti, związanych z poszczególnymi bóstwami i tradycjami.

## Znaczenie
Muzyka i śpiew, a zwłaszcza śpiewanie dewocyjnych pieśni wielbiących bogów, również w dobie obecnej jest jedną z najbardziej rozpowszechnionych praktyk religijnych w popularnym hinduizmie.